# Roseville (Ohio)
Roseville é uma vila localizada no estado norte-americano de Ohio, no Condado de Muskingum e Condado de Perry.

## Demografia
Segundo o censo norte-americano de 2000, a sua população era de 1936 habitantes.
Em 2006, foi estimada uma população de 1920, um decréscimo de 16 (-0.8%).

## Geografia
De acordo com o United States Census Bureau tem uma área de
1,8 km², dos quais 1,8 km² cobertos por terra e 0,0 km² cobertos por água.

## Localidades na vizinhança
O diagrama seguinte representa as localidades num raio de 16 km ao redor de Roseville.